# Uroleucon caligatum
Uroleucon caligatum är en insektsart som först beskrevs av Richards 1966.  Uroleucon caligatum ingår i släktet Uroleucon och familjen långrörsbladlöss. Inga underarter finns listade i Catalogue of Life.